# Communes de la province de Pérouse
- Haut – A
- B
- C
- D
- E
- F
- G
- H
- I
- J
- K
- L
- M
- N
- O
- P
- Q
- R
- S
- T
- U
- V
- W
- X
- Y
- Z

## A
- Assise

## B
- Bastia Umbra
- Bettona
- Bevagna

## C
- Campello sul Clitunno
- Cannara
- Cascia
- Castel Ritaldi
- Castiglione del Lago
- Cerreto di Spoleto
- Citerna
- Città della Pieve
- Città di Castello
- Collazzone
- Corciano
- Costacciaro

## D
- Deruta

## F
- Foligno
- Fossato di Vico
- Fratta Todina

## G
- Giano dell'Umbria
- Gualdo Cattaneo
- Gualdo Tadino
- Gubbio

## L
- Lisciano Niccone

## M
- Magione
- Marsciano
- Massa Martana
- Monte Castello di Vibio
- Monte Santa Maria Tiberina
- Montefalco
- Monteleone di Spoleto
- Montone

## N
- Nocera Umbra
- Norcia

## P
- Paciano
- Panicale
- Passignano sul Trasimeno
- Pérouse
- Piegaro
- Pietralunga
- Poggiodomo
- Preci

## S
- San Giustino
- Sant'Anatolia di Narco
- Scheggia e Pascelupo
- Scheggino
- Sellano
- Sigillo
- Spello
- Spolète

## T
- Todi
- Torgiano
- Trevi
- Tuoro sul Trasimeno

## U
- Umbertide

## V
- Valfabbrica
- Vallo di Nera
- Valtopina